# Judith Weir
Judith Weir C.B.E. (Cambridge (Engeland), 11 mei 1954) is een Brits componiste, muziekpedagoog en hoboïste.

## Levensloop
Weir was al in jonge jaren een goede hoboïste en speelde onder andere in het National Youth Orchestra of Great Britain mee. In deze tijd kreeg zij ook privélessen compositie van John Tavener. Zij studeerde aan het King's College van de Universiteit van Cambridge onder andere compositie bij Robin Holloway, waar zij in 1976 afstudeerde. Daarna was zij muzieklerares en musicas in verschillende steden in Zuid-Engeland.
Vervolgens ging zij als docente aan de Universiteit van Glasgow werken. In 1990 vertrok zij naar Londen en werd aldaar van 1995 tot 2000 artistiek directeur van het Spitalfields Festival. Verder was zij als "Fromm Foundation" gast-professor tot 2004 aan de Harvard-universiteit in Cambridge (Massachusetts) en tegenwoordig als professor in muziek aan de Cardiff University in Cardiff.
Naast andere prijzen werd zij onderscheiden met de Lincoln Center's Stoeger Prize in 1997 en in 2001 met de South Bank Show music award. In december 2007 ontving zij de Queen’s Medal for Music uit de handen van Koningin Elizabeth en van Sir Peter Maxwell Davies, zelf "Master of the Queen’s Music".
Van 1995 tot 1998 was zij "Composer in Association" bij het City of Birmingham Symphony Orchestra. In januari 2008 werden meer dan 50 van haar werken uitgevoerd tijdens Telling The Tale, een vierdaagse retrospectieve van haar muziek, als BBC's jaarlijks componistenweekeinde in het Londense Barbican Centre. Zij schreef binnen bijna alle genres, maar zij is vooral bekend wegens haar opera's.  In 2014 werd ze benoemd tot Master of Queen's Music; een functie die ze bekleedde tot 2024. In die rol was ze nauw betrokken bij de voorbereidingen van de kroning van koning Charles III in 2023; zij schreef zelf ook een werk voor die plechtigheid.

## Composities

### Werken voor orkest
- 1981 Isti Mirant Stella, voor kamerorkest
- 1987 Sederunt Principes, voor orkest
- 1991 Music, Untangled, voor groot orkest (gecomponeerd ter gelegenheid van de 50e verjaardag van het Tanglewood Music Center in opdracht van het Boston Symphony Orchestra)
- 1992 Heroic Strokes of the Bow, voor orkest
- 1994 Musicians Wrestle Everywhere, voor tien instrumenten
- 1995 Forest, voor orkest
- 1997 Concert, voor piano en strijkorkest
- 2001 The Welcome Arrival of Rain
- 2002 Bright Cecilia: Variations on a Theme by Purcell "Thou tun'st this world", voor orkest (samen met: Colin Matthews, Poul Ruders, David Sawer, Michael Torke, Anthony Payne en Magnus Lindberg)
- 2002 Tiger under the Table, voor klein orkest
- 2006 Winter Song, voor kamerorkest
- 2008 Still, Glowing

### Missen en gewijde muziek
- 1983 Ascending into Heaven, voor gemengd koor en orgel
- 1985 Illuminare Jerusalem (Jerusalem rejos for joy), voor gemengd koor en orgel
- 1988 Missa Del Cid, voor tienstemmig gemengd koor (SAAATTTBBB)
- 1995 Sanctus, voor gemengd koor en orkest
- 1997 My Guardian Angel, voor gemengd koor en samenzang
- 1999 All the Ends of the Earth, motet voor gemengd koor, 3 slagwerkers en harp
- 2008 Psalm 148, voor trombone solo en gemengd koor

### Cantates
- 1990 Ox Mountain Was Covered by Trees, cantate voor sopraan, countertenor, bariton en orkest (of piano) - tekst: Mencius

### Muziektheater

#### Operas
| Voltooid in | titel                           | aktes                             | première                                                              | libretto                                                                    |
| ----------- | ------------------------------- | --------------------------------- | --------------------------------------------------------------------- | --------------------------------------------------------------------------- |
| 1979        | King Harald’s Saga              | 3 aktes                           |                                                                       | Snorri Sturluson (1179-1241) de IJsland saga "Heimskringla" uit de 13e eeuw |
| 1983-1984   | The Black Spider                | 3 aktes, 5 gesproken interludiums | 6 maart 1985, Canterbury, Frank Hooker School                         | Jeremias Gotthelf "Die schwarze Spinne" (1842)                              |
| 1985        | The Consolations of Scholarship | 2 aktes                           | 5 mei 1985, Durham                                                    | ontleent aan verschillende Chinese Yüan drama's uit de 13e en 14e eeuw      |
| 1987        | A Night at the Chinese Opera    | 3 aktes                           | 8 juli 1987, Cheltenham, Cheltenham Festival                          | naar een Chinees drama vanuit de 13e eeuw                                   |
| 1990        | The Vanishing Bridegroom        | 3 aktes                           | 1990, Glasgow                                                         | naar verhalen uit de West Highlands 1860-1862                               |
| 1994        | Blond Eckbert                   | 2 aktes                           | 20 april 1994, Londen                                                 | Ludwig Tieck                                                                |
| 2005        | Armida                          |                                   | 2005, televisie première door Channel Four in het Verenigd Koninkrijk | van de componiste en Margaret Williams                                      |

#### Balletten
| Voltooid in | titel                       | aktes     | première                                           | libretto                                                            | choreografie |
| ----------- | --------------------------- | --------- | -------------------------------------------------- | ------------------------------------------------------------------- | ------------ |
| 1989        | HEAVEN ABLAZE in His Breast | 14 scènes | 1989, Londen, door het Dance theatre Second Stride | naar E.T.A. Hoffmanns verhaal "Der Sandmann" uit Nachtstücke (1817) | Ian Spink    |

#### Toneelmuziek
- 1981 Thread!, in 3 aktes voor spreker en orkest
  1. the background to the Norman invasion of England in 1066, particularly the French contention that Harold of England had promised the English throne to William of Normandy
  2. the extensive technical preparations for the invasion
  3. the Battle of Hastings and the death of King Harald
- 1991 Scipio's Dream, voor sopraan, mezzosopraan, tenor, bas en gemengd koor en orkest - in opdracht van de BBC TV en AVRO Holland (samen met: Margaret Williams)

### Werken voor koren
- 1984 Drop Down, Ye Heavens, from Above, voor gemengd koor
- 1995 Two Human Hymns, voor gemengd koor en orgel
- 1995 Moon and Star, voor achtstemmig gemengd koor en orkest - tekst: naar Emily Dickinson
- 1995 Our Revels Now Are Ended, voor vrouwenkoor en orkest
- 1997 Love Bade Me Welcome, voor zesstemmig gemengd koor (SSATBB)
- 1997 Storm, voor jeugdkoor en orkest
- 1999 We are shadows, voor unisono kinderkoor, vijfstemmig gemengd koor en orkest
  1. Preface (tekst: Emily Dickinson)
  2. Inscription I (tekst: van een grafsteen in Elgin, Schotland)
  3. The Changer (tekst: Chuang-Tzu)
  4. The Frontier Guardsman's Daughter (tekst: Chuang Tzu)
  5. Inscription II (tekst: van een grafsteen in Dundee, Schotland)
  6. We are shadows (tekst: Inscription - Brick Lane Mosque, Londen)
- 2003 little tree, voor driestemmig vrouwenkoor en marimba
- 2005 Vertue, voor gemengd koor
- 2007 CONCRETE - a motet about London, voor gemengd koor en orkest
- 2008 Madrigal, voor mannenkoor

### Vocale muziek
- 1982 Scotch Minstrelsy, voor tenor en piano
- 1996 Horse d'Oeuvres, voor mezzosopraan en orkest - tekst: Laurence Ferlinghetti
  1. Don't let that horse
  2. On buying a horse
  3. Hold your horse
- 1996 Waltraute's Narration, voor mezzosopraan en orkest
- 1998 Natural History, voor sopraan en orkest - tekst: Chuang-tzu
  1. Horse
  2. Singer
  3. Swimmer
  4. Fish/Bird
- 2000 woman.life.song, voor sopraan en orkest - première: in de Carnegie Hall door o.a. Jessye Norman
  1.     1. On Youth (tekst: Maya Angelou)
    2. Breasts!!Song of the Innocent Wild-Child (tekst: Clarissa Pinkola Estés)
    3. Edge (tekst: Toni Morrison)

  2. Eve Remembering (tekst: Toni Morrison)
    1. (Stave 1) The Mothership:When a Good Mother Sails from This World (tekst: Clarissa Pinkola Estés)
    2. (Stave 2) The Mothership, Part 2 (tekst: Clarissa Pinkola Estés)

  3. On Maturity (tekst: Maya Angelou)
- 2003 a blue true dream of sky, voor sopraan solo en vijfstemmig gemengd koor (SSATB)
- 2003 The Voice of Desire, voor mezzosopraan en piano
- 2008 Blackbirds and Thrushes, voor bariton en piano
- The Romance of Count Arnaldos, voor sopraan, 2 klarinetten, altviool, cello en contrabas

### Kamermuziek
- 1979 King Harald Sails to Byzantium, voor piccolo, basklarinet, viool, cello, slagwerk en piano
- 1980 Several Concertos
  1. Concerto voor cello, dwarsfluit en piano
  2. Concerto voor piano, altfluit en cello
  3. Concerto voor piccolo, cello en piano
- 1981 Music for 247 Strings, voor viool en piano
- 1984 Sketches from a Bagpiper's Album, voor klarinet en piano
- 1985 The Bagpiper's String Trio, voor viool, altviool en cello
- 1987 Gentle Violence, voor piccolo en gitaar
- 1988 Mountain Airs, voor dwarsfluit, hobo en klarinet
- 1989 Distance and Enchantment, voor viool, altviool, cello en piano
- 1986 Airs from Another Planet, voor dwarsfluit/piccolo, hobo, klarinet, fagot, hoorn en piano
  1. Strathspey and reel
  2. Traditional air
  3. Jig
  4. Bagpipe air with drones
- 1990 Strijkkwartet
- 1991 I Broke Off a Golden Branch, voor viool, altviool, cello, contrabas en piano
- 1993 El Rey De Francia, voor viool, altviool, cello en piano
- 1998 Piano Trio, voor viool, cello en piano
- 1999 Arise! Arise! You Slumbering Sleepers, voor viool, altviool, cello en piano
- 2000 Piano Quartet, voor viool, altviool, cello en piano
- 2004 Piano Trio Two, voor viool, cello en piano
- 2005-2006 Rain and Mist Are on the Mountain, I'd Better Buy Some Shoes, voor twee violen
- 2006 St Agnes, voor altviool en cello
- 2006 What sound will chase elephants away?, voor 2 contrabassen
- 2008 Three Interludes, voor klarinet, 2 violen, altviool en cello
- 2008 Wake your wild voice, voor fagot en cello

### Werken voor orgel
- 1982 Wild Mossy Mountains
- 1985 Ettrick Banks

### Werken voor piano
- 1990 Ardnamurchan Point, voor 2 piano's
- 1992 Roll Off the Ragged Rocks of Sin
- 1993 The King of France
- 2007 I've turned the page...